# Баль-д'Аран
Див. також Аранська говірка, Терсун.

Баль-д'Ара́н (Аранська долина) — район (кумарка) Каталонії (окс. Val d'Aran, кат. Vall d'Aran, ісп. Valle de Arán). Столиця району — Б'єльо-е-Міжаран (окс. Vielha e Mijaran, кат. Viella i Mitjaran, ісп. Viella).
Трьома офіційними мовами району є аранська говірка (частина гасконського діалекту окситанської мови — офіційно у документах Генеральної ради Арану та Жанаралітату Каталонії вона називається аранською мовою), каталанська та іспанська мови. Усі вказівники та написи у районі зроблено аранською говіркою. Також в усіх іспанських та каталонських документах топоніми Баль-д'Арану подаються в окситанському варіанті.
На відміну від інших районів (кумарок) Каталонії органом управління є Генеральна рада Арану (кат. Consell General d'Aran, окс. Conselh Generau d'Aran).
Район Баль-д'Аран входить до складу Провінції Льєйда.
Згідно з останніми пропозиціями щодо нового адміністративного устрою Каталонії, район Баль-д'Аран формуватиме окрему баґарію або входитиме до складу Західної баґарії як окрема під-баґарія разом з кількома іншими сусідніми районами під назвою Ал-Пірінеу і Баль-д'Аран (або Ал-Пірінеу і Аран).
На відміну від інших районів Каталонії, Баль-д'Аран ділиться на 6 терсунів, традиційних адміністративних одиниць другого рівня (муніципалітет — терсун — район (кумарка) Баль-д'Аран — Провінція Льєйда / Баґарія Ал-Пірінеу і Баль-д'Аран — Каталонія), які об'єднують 9 муніципалітетів району.

## Терсуни
1. Артіес-е-Ґарос, включає частину муніципалітету Нау-Аран, зокрема міські райони (раніше окремі селища та хутори) Артіес (окс. Arties) та Ґарос (окс. Garòs); від терсуна до Генеральної ради Арану обирається 1 радник;

2. Ірісо, включає муніципалітети Біламос, Аррес та Ес-Бордес; від терсуна до Генеральної ради Арану обирається 1 радник;

3. Кастьєру, включає частину муніципалітету Б'єльо-е-Міжаран, зокрема міські райони (раніше окремі селища та хутори) Ескуньяу (окс. Escunhau), Казаріль (окс. Casarilh), Бетрен (окс. Betren), Б'єльо (окс. Viella), Ґаузак (окс. Gausac), Казау (окс. Casau); від терсуна до Генеральної ради Арану обираються 4 радники;

4. Куате Локс, включає муніципалітети Бусос, Лес, Канежан, Баузен; від терсуна до Генеральної ради Арану обираються 3 радники;

5. Маркатузо, включає частину муніципалітету Б'єльо-е-Міжаран, зокрема міські райони (раніше окремі селища та хутори) Білас (окс. Vilac), Аубер (окс. Aubèrt), Беллан (окс. Betlan), Мон (окс. Mont), Монкурбау (окс. Montcorbau), Аррос (окс. Arròs) та Біло (окс. Vila); від терсуна до Генеральної ради Арану обирається 1 радник;

6. Пужолу, включає частину муніципалітету Нау-Аран, зокрема міські райони (раніше окремі селища та хутори) Тредос (окс. Tredòs), Бажерґе (окс. Bagergue), Саларду (окс. Salardú), Унья (окс. Unha) та Жесо (окс. Gessa); від терсуна до Генеральної ради Арану обираються 2 радники.

## Муніципалітети
- Аррес (окс. Arres) — населення 65 осіб;
- Баузен (окс. Bausen) — населення 61 особа;
- Бусос (окс. Bossòst) — населення 1.115 осіб;
- Біламос (окс. Vilamòs) — населення 184 особи;
- Б'єльо-е-Міжаран (окс. Vielha e Mijaran) — населення 5.385 осіб;
- Ес-Бордес (окс. Bòrdes, es) — населення 241 особа;
- Канежан (окс. Canejan) — населення 104 особи;
- Лес (окс. Les) — населення 944 особи;
- Нау-Аран (окс. Naut Aran) — населення 1.716 осіб.

## Мапи та фото

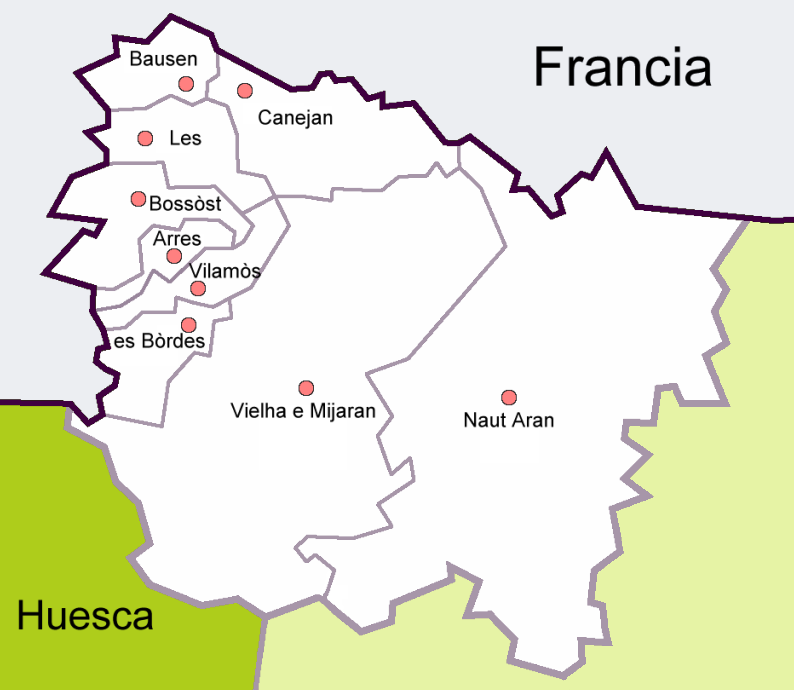
Муніципалітети району Баль-д'Аран
Терсуни (збігаються з виборчими дільницями) району Баль-д'Аран